# Sylvia Rinner
Sylvia Rinner (* 7. Mai 1962 in Graz) ist eine österreichische Politikerin (SPÖ) und Abgeordnete zum Nationalrat.

## Ausbildung und Beruf
Sylvia Rinner besuchte von 1968 bis 1976 die Volks- und Hauptschule in Graz und absolvierte nach dem Polytechnischen Lehrgang 1976/1977 zwischen 1977 und 1980 den Beruf der Einzelhandelskauffrau. Von 2005 bis 2006 absolvierte Rinner eine Ausbildung zur Betriebsprüferin. 
Rinner arbeitete zwischen 1980 und 1982 als Kaufmännische Angestellte und war danach bis 1986 als Büroangestellte beschäftigt. Sie wechselte 1986 in den Finanzdienst und legte 1989 die Finanzfachprüfung ab. 

## Politik
Sylvia Rinner ist seit 2000 Vizebürgermeisterin der Marktgemeinde Deutschfeistritz und war von 1995 bis 2000 Gemeindekassierin. Seit 30. Oktober 2006 vertritt sie die SPÖ im Nationalrat. 